# روبرت ثوم (كاتب)
روبرت ثوم (بالإنجليزية: Robert Thom)‏ هو كاتب سيناريو أمريكي، ولد في 2 يوليو 1929 في نيويورك في الولايات المتحدة، وتوفي في 8 مايو 1979 في ماليبو في الولايات المتحدة.

## وصلات خارجية
- روبرت ثوم على موقع IMDb (الإنجليزية)
- روبرت ثوم على موقع ألو سيني (الفرنسية)
- روبرت ثوم على موقع أول موفي (الإنجليزية)
- روبرت ثوم على موقع قاعدة بيانات برودواي على الإنترنت (الإنجليزية)
- روبرت ثوم على موقع قاعدة بيانات الأفلام السويدية (السويدية)
- روبرت ثوم على موقع كينوبويسك (الروسية)